# Les 101 Dalmatiens : Escape from DeVil Manor
Pour les articles homonymes, voir Les 101 Dalmatiens (homonymie).
Les 101 Dalmatiens : Escape from DeVil Manor, disponible uniquement aux États-Unis, est un jeu vidéo développé par les studios DreamForge Intertainment, sorti en 1997 sur PC.
Le jeu est adapté du film d'animation Les 101 dalmatiens des studios Disney.
Il existe un logiciel ludo-éducatif appelé Les 101 Dalmatiens, sorti en 2000 sur PC.

## Système de jeu
Le mode de vue utilisé est appelé "puppyvision" (traduisible par "vision de chiot").

## Accueil
- AllGame : 4/5[1]